# Lubisza Georgiewski
Lubisza Georgiewski, mac. Љубиша Георгиевски (ur. 30 maja 1937 w Bitoli, zm. 6 grudnia 2018 w Skopju) – macedoński reżyser filmowy i teatralny, wykładowca akademicki, dyplomata, publicysta oraz polityk, w latach 2006–2008 przewodniczący Zgromadzenia Republiki Macedonii, kandydat w wyborach prezydenckich w 1994.

## Życiorys
Ukończył w 1974 studia z zakresu reżyserii teatralnej i radiowej na akademii teatralnej w Belgradzie
. Pracował jako reżyser teatralny, m.in. w USA, Polsce, Rumunii, Włoszech i Bułgarii. Był twórcą esejów, autorem publikacji książkowych oraz felietonów zamieszczanych w gazecie „Dnewnik”. Wyreżyserował kilka filmów fabularnych, a także różne produkcje telewizyjne. Był profesorem na wydziale sztuk dramatycznych Uniwersytetu Świętych Cyryla i Metodego w Skopju, gościnnie wykładał na uczelniach w Stanach Zjednoczonych.
W 1994 był kandydatem konserwatywnej partii WMRO-DPMNE w wyborach prezydenckich; wybory zakończyły się zdecydowanym zwycięstwem jego jedynego kontrkandydata – urzędującego prezydenta Kira Gligorowa. Od 2000 do 2004 pełnił funkcję ambasadora w Bułgarii. W kadencji 2006–2008 sprawował mandat posła do Zgromadzenia Republiki Macedonii, pełnił wówczas funkcję przewodniczącego macedońskiego parlamentu. Od 2009 do 2013 zajmował stanowisko ambasadora w Serbii.